# 키안 롤리

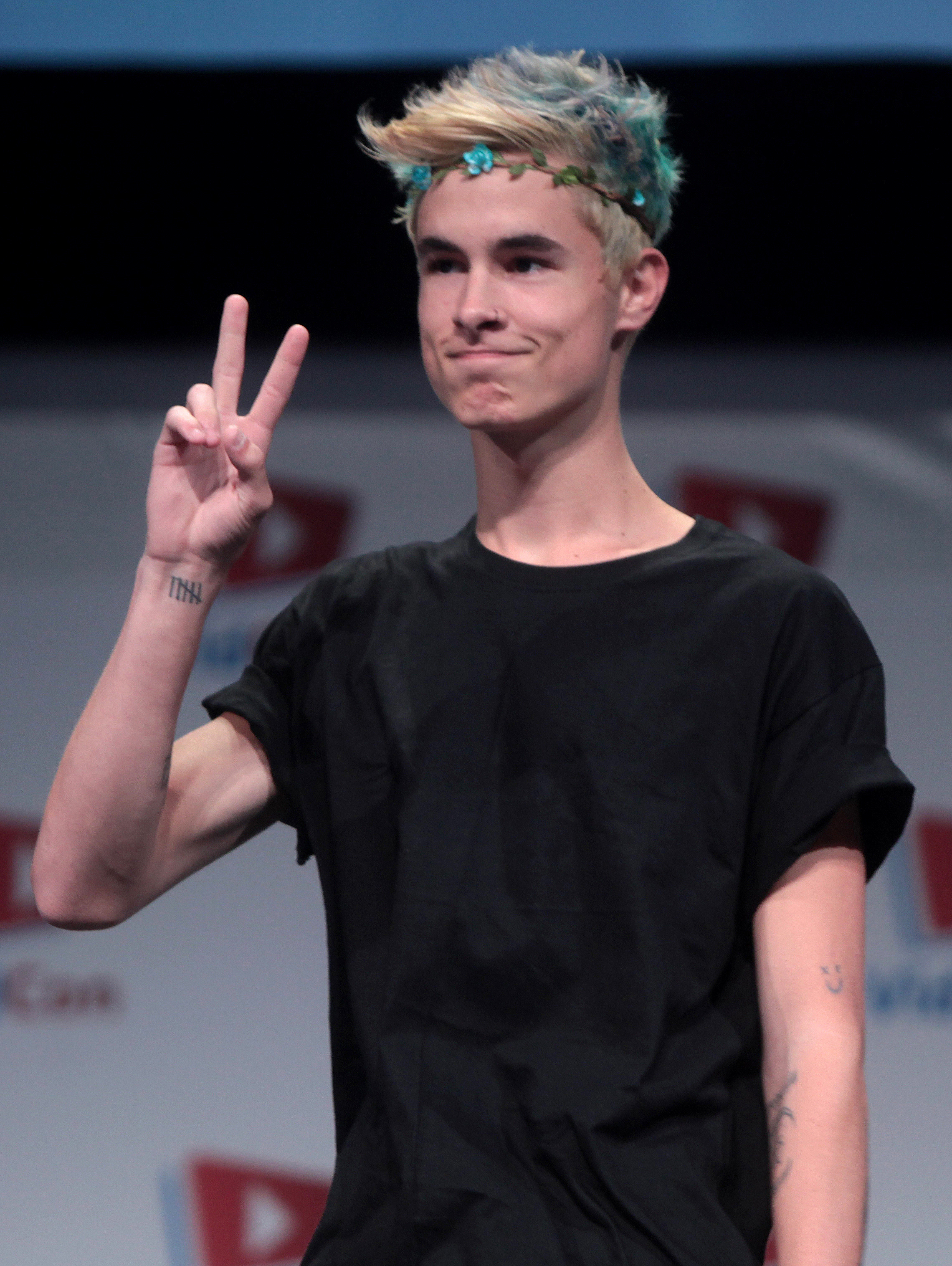

키안 롤리(Kian Lawley, 1995년 9월 2일 ~ )는 미국의 배우, 영화배우, 유튜버이다.
아이오와주에서 태어났다.

## 영화
- 킬러 노블레스 클럽 (2018년) - 엘리엇 도슨 역
- 7번째 내가 죽던 날 (2017년) - 롭 역
- 쇼벨 버디즈 (2016년)
- 부! 마디아 할로윈 (2016년)